# Таурт
Та́урт (Ве́рет; егип. tꜣ-wrt — «Великая») — в древнеегипетской мифологии богиня-покровительница беременных женщин и рожениц.

## Изображение
Таурт изображалась в виде стоящей самки гиппопотама с выраженной женской грудью, оскалив зубы, с женским париком на голове. Облик гиппопотама с большим животом напоминал беременную женщину. У богини был на хребте крокодилий хвост, либо она несла крокодила на спине или в руках. Нередко Таурт сжимает в руке нож из слоновой кости или символ жизни анх.
Два изображения Таурт встречаются у основания трона фараона XVII династии Собекемсафа I. Горлышки сосудов часто лепились в виде богини, из груди которой лился напиток.
Похожей на Таурт была фиванская богиня воспитания Ипат (Ипет, Ипи; иногда Ререт «свиноматка»), также изображавшаяся в виде гиппопотама, но с львиными ногами.

## Культ
Первоначально исполняла роль богини плодородия. Кроме того, Таурт покровительствовала покойным в Дуате (загробном мире), отгоняла злых духов от жилищ.
Считалась защитницей восточного горизонта.
Её изображения в виде амулетов дарились беременным женщинам или подносились в храм, чтобы обеспечить лёгкие роды. Таурт и Бес были весьма популярны в птолемеевский и римский периоды в качестве домашних божеств-охранителей, фигурки которых ставились на полки или небольшие ниши в стене. Почитание богини продолжалось до V века.

Иногда о ней упоминают как о жене бога Сета, одним из обличий которого также был гиппопотам.

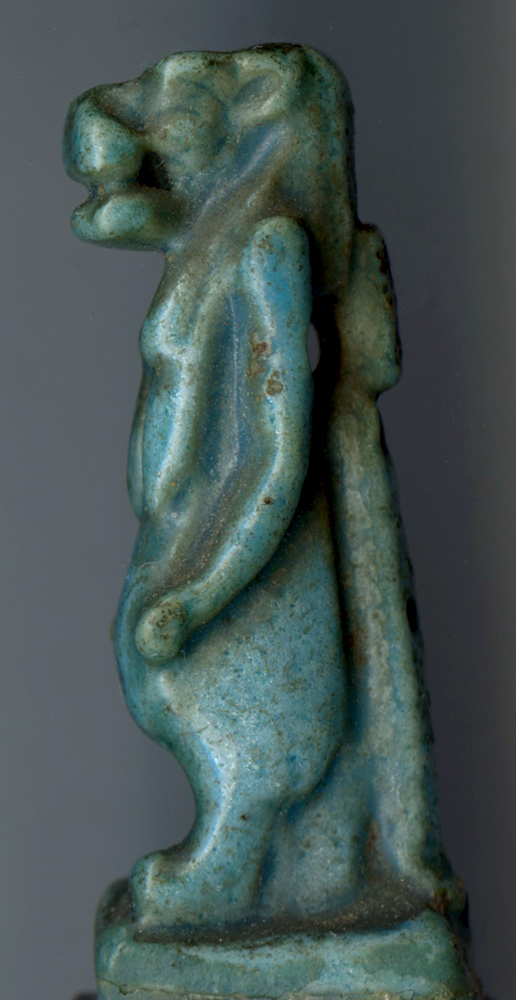
Амулет в виде Таурт
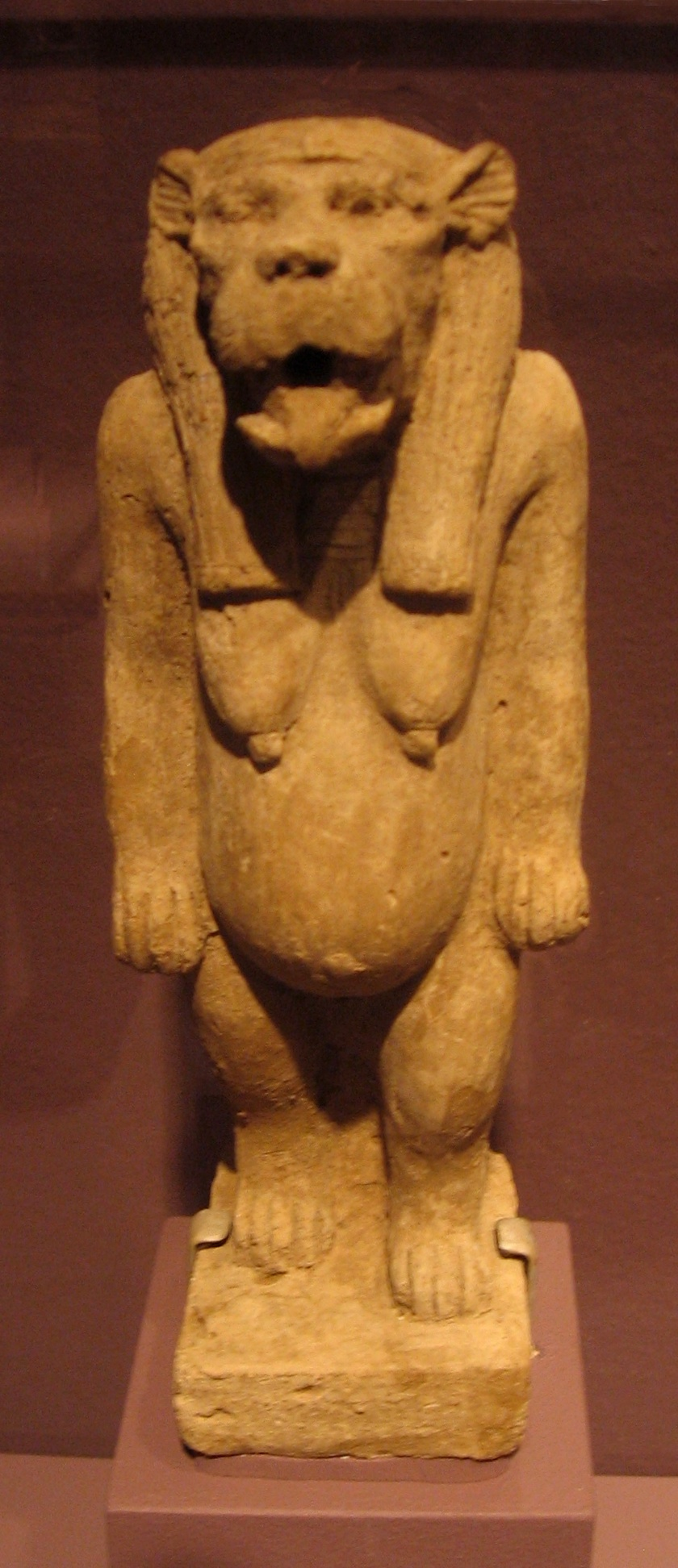
Глиняная статуэтка Таурт найдена в основании стены пирамиды нубийского правителя Анламани (ок. 623—595  до н.э.). Музей изящных искусств (Бостон)
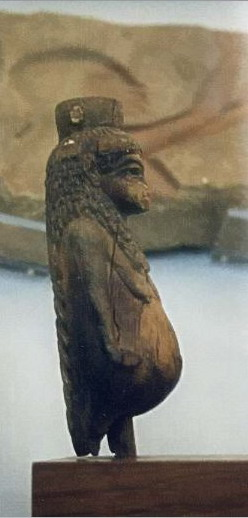
Деревянное изображение Таурт с лицом царицы Тии. Египетский музей Турина.
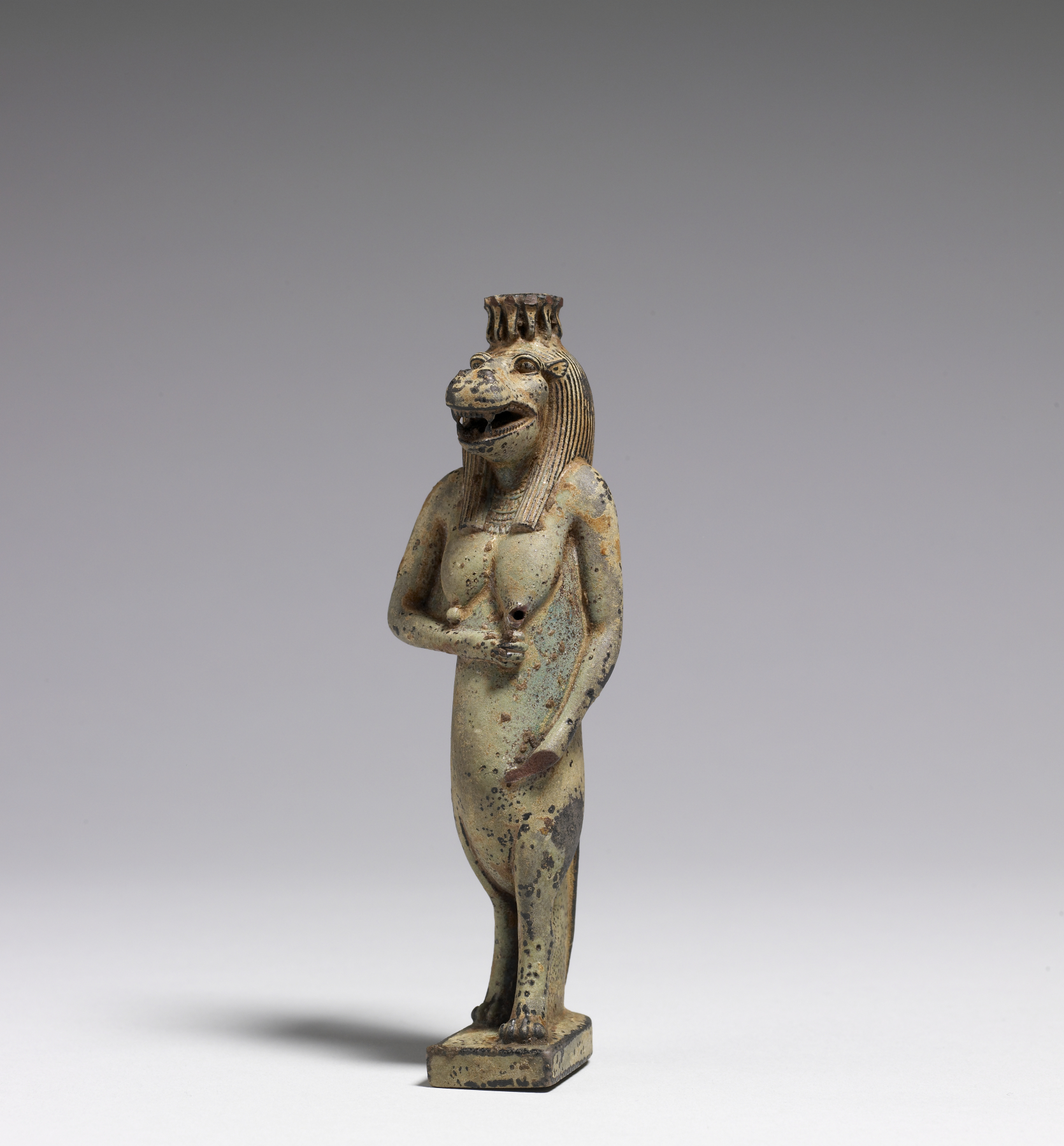
Фаянсовый сосуд в виде Таурт (IV век до н.э.), возможно, использовался в ритуальных церемониях. Художественный музей Уолтерс